# Kapka Georgieva
Kapka Georgieva, född den 30 september 1951, är en bulgarisk roddare.
Hon tog OS-silver i fyra med styrman i samband med de olympiska roddtävlingarna 1976 i Montréal.